# Горіловський
Горі́ловський (рос. Гореловский) — селище у складі Бугурусланського району Оренбурзької області, Росія.

## Населення
Населення — 20 осіб (2010; 33 у 2002).
Національний склад (станом на 2002 рік):
- росіяни — 100 %